# Linia kolejowa nr 744
Linia kolejowa 744 – obecnie nieczynna, jednotorowa, nizelektryfikowana linia kolejowa, łącząca stację Lipowa Tucholska z dawnym posterunkiem odgałęźnym Szlachta Zachód. Linia została wykreślona z ewidencji PKP PLK.